# Шейлок
Шейлок е персонаж в пиесата на Уилям Шекспир Венецианският търговец. Шейлок е венециански еврейски лихвар, главен антагонист на пиесата. Неговото поражение и обръщане към християнството формират кулминацията на историята.
Шейлок е евреин, който отпуска пари на своя християнски съперник Антонио, определяйки сигурността на килограм плът от Антонио. Когато фалирал Антонио по подразбиране заема, Шейлок изисква килограм плът. Това решение се подхранва от чувството му за отмъщение, тъй като Антонио преди това го обиждал, физически нападнал и го плюл в Риалто (фондова борса на Венеция) десетки пъти, осквернил „свещената“ еврейска религия и нанесъл огромни финансови загуби на него. Междувременно дъщерята на Шейлок, Джесика, се влюбва в приятеля на Антонио Лоренцо и става християнка, напуска къщата на Шейлок и открадва огромно богатство от него, което добавя към яростта на Шейлок и втвърдява решителността му за отмъщение. В крайна сметка – поради усилията на доброжелателя на Антонио, Портия – Шейлок е обвинен в опит за убийство на християнин, носещ възможно смъртно наказание, а Антонио е освободен без наказание. След това на Шейлок се нарежда да предаде половината от богатството и имуществото си на държавата, а другата половина на Антонио. Въпреки това, като акт на „милост“, Антонио модифицира присъдата, като моли Шилок да предаде само половината от богатството си – на него (Антонио) за негово собствено, както и за нуждите на Лоренцо – при условие, че спазва две обещания. Първо, Шилок трябва да подпише споразумение, като завещава цялото си останало имущество на Лоренцо и Джесика, което трябва да влезе в сила след смъртта му, и второ, той трябва незабавно да приеме християнството. Шейлок е принуден да се съгласи с тези условия и излиза, под предлог че му е лошо.